# 武市敬
武市 敬（たけいち たかし、1960年4月17日 - ）は、日本の地方公務員（東京都職員）。東京都財務局長等を経て、東京都副知事。

## 来歴
一橋大学経済学部卒業。1984年 東京都入都。1990年 自治省派遣。財務局主計部財政課。1998年 港区政策経営部財政課長。2000年 政策報道室政策調整部副参事。2004年 財務局主計部財政課長。2006年 財務局主計部参事。2007年 特定非営利活動法人東京オリンピック・パラリンピック招致委員会事務局次長。2010年 東京都知事本局計画調整部長。2011年8月1日 財務局主計部長。2014年7月16日 政策企画局次長兼政策企画局理事（知事補佐総括担当）。2015年7月16日 東京都港湾局長。2016年7月1日 財務局長。2020年6月22日 東京都副知事。担任は財務局、主税局、都市整備局、環境局、建設局、港湾局、会計管理局、住宅政策本部、収用委員会など。2021年10月27日 小池百合子東京都知事が過労により入院した際、知事代理を務めた。2023年3月、退任。4月、東京都参与（都の財政運営等に関すること）。5月、東京都人材支援事業団理事長。同年7月、一般財団法人東京2025世界陸上財団事務総長に就任。

## 家族・友人
- 妻 - 武市玲子（元東京都交通局長）[6]
- 田中俊和（元住友不動産販売社長）や、鶴宏明（元ポケモン代表取締役）は大学のテニス仲間[8]